# Los Espartales (metropolitana di Madrid)
Los Espartales è una stazione della linea 12 della metropolitana di Madrid. Si trova sotto alla Avenida de Rigoberta Menchú, nel comune di Getafe.

## Storia
La stazione della metropolitana fu inaugurata il 11 aprile 2003.
A seguito di lavori, nel 2014, la stazione rimase chiusa. La ragione di questi lavori è stata la sostituzione delle rotaie e della massicciata. I miglioramenti, che hanno avuto un costo di 12,5 milione di euro, hanno permesso ai treni di circolare a più di 70 chilometri all'ora rispetto ai 30 chilometri con cui circolavano prima dei lavori.

## Interscambi
- 3
- 443, 448, 488
- N805